# Franz Heckendorf
Franz Heckendorf, född 5 november 1888, död 17 augusti 1962, var en tysk målare.
Heckedorf var främst verksam i Berlin. Han arbetade i olja, pastell, akvarell och litografi, i utpräglat expressionistisk stil under påverkan från Paul Cézanne. Hans stil var monumental och dekorativ med kraftiga konturer och lysande, rena lokalfärger. Bland motiven dominerar landskap från Berlins omgivningar och scener från första världskriget. 